# Jan Heřman (lední hokejista)
Jan Heřman (16. února 1984, Plzeň, Československo) je bývalý český profesionální lední hokejista, který hrál na postu útočníka. Naposledy nastupoval k profesionálním zápasům v sezóně 2014/2015 za prvoligový HC Rebel Havlíčkův Brod.

## Kluby podle sezon
- 1999/2000 – HC Keramika Plzeň (Dorost)
- 2000/2001 – HC Keramika Plzeň
- 2001/2002 – HC Keramika Plzeň (Junioři), HC Příbram
- 2002/2003 – HC Lasselsberger Plzeň, HC Rokycany
- 2003/2004 – HC Lasselsberger Plzeň, HC VČE Hradec Králové
- 2004/2005 – HC Lasselsberger Plzeň, HC VČE Hradec Králové
- 2005/2006 – HC Sareza Ostrava
- 2006/2007 – HC Lasselsberger Plzeň (Extraliga), HC Berounští Medvědi, SHC Maso Brejcha Klatovy
- 2007/2008 – HC Slovan Ústečtí Lvi, SK Horácká Slavia Třebíč
- 2008/2009 – HC Slovan Ústečtí Lvi
- 2009/2010 – HC Slovan Ústečtí Lvi
- 2010/2011 – HC Plzeň 1929, Orli Znojmo
- 2011/2012 – Piráti Chomutov
- 2012/2013 – HC Energie Karlovy Vary, HC Most
- 2013/2014 – Wild Boys Chemnitz (3. německá liga)
- 2014/2015 – HC Rebel Havlíčkův Brod (1. liga)